# Zalpizaco
Zalpizaco är en ort i Mexiko.   Den ligger i kommunen Quechultenango och delstaten Guerrero, i den södra delen av landet, 230 km söder om huvudstaden Mexico City. Zalpizaco ligger 813 meter över havet och antalet invånare är 120.
Terrängen runt Zalpizaco är kuperad västerut, men österut är den bergig. Runt Zalpizaco är det ganska glesbefolkat, med 39 invånare per kvadratkilometer. Närmaste större samhälle är Quechultenango, 16,8 km väster om Zalpizaco. I omgivningarna runt Zalpizaco växer huvudsakligen savannskog.